# 't Nopeind
't Nopeind ou Het Nopeind est un hameau néerlandais situé en province de Hollande-Septentrionale. Il fait partie de la commune d'Amsterdam et de la sous-commune (deelgemeente) d'Amsterdam-Noord.
Il est situé à 7 km à l'est de la ville d'Amsterdam, à côté du village de Zunderdorp. Le hameau compte 35 habitants en 2004.